# Jennifer Nettles
Jennifer Odessa Nettles (ur. 12 września 1974 w Douglas) – amerykańska wokalistka zespołu Sugarland. Zaśpiewała w duecie z rockowym zespołem Bon Jovi w piosence "Who Says You Can't Go Home" tworząc wersję country, który był numerem jeden na liście Billboard. W roku 2010 gościnnie wystąpiła w piosence "We are the world" dla Haiti.